# Heinz Weiss
Vous pouvez aider à l'améliorer ou bien discuter des problèmes sur sa page de discussion.
- Il ne cite pas suffisamment ses sources. Vous pouvez indiquer les passages à sourcer avec {{référence nécessaire}} ou {{Référence souhaitée}}, et inclure les références utiles en les liant aux notes de bas de page. (Marqué depuis mars 2024)
- Certaines informations devraient être mieux reliées aux sources mentionnées dans la bibliographie ou les liens externes. Améliorez sa vérifiabilité en les associant par des références. (Marqué depuis mars 2024)

- Archive Wikiwix
- Bing
- Cairn
- DuckDuckGo
- E. Universalis
- Gallica
- Google
- G. Books
- G. News
- G. Scholar
- Persée
- Qwant
- (zh) Baidu
- (ru) Yandex
- (wd) trouver des œuvres sur Wikidata

Pour les articles homonymes, voir Weiss.
Heinz Weiss (né le 12 juin 1921 à Stuttgart, mort le 20 novembre 2010 à Grünwald) est un acteur allemand.

## Biographie
Diplômé à la fin des années 1930 après une formation au théâtre de Stuttgart, il est enrôlé dans la Wehrmacht en 1940. Après avoir été blessé, il revient à la comédie. Il joue dans les théâtres de plusieurs villes, notamment à Augsbourg à côté de Rolf Boysen (de).
Sa carrière fait une percée dans le rôle du soldat Clemens Forell s'évadant d'un camp de prisonniers soviétique en Sibérie, dans Aussi loin que mes pas portent (de), adaptation du roman du même nom écrit par Josef Martin Bauer (de).
Mais il ne parvient à dépasser l'image de ce soldat, même s'il joue en tout dans 140 films. À côté de George Nader, il joue l'agent du FBI Phil Decker qui assiste Jerry Cotton dans la série entre 1965 et 1969. Dans les années 1970, il apparaît dans des séries policières comme Das Kriminalmuseum ou Die fünfte Kolonne (de). Mais il acquiert ensuite une plus grande célébrité en interprétant le capitaine Heinz Hansen dans Das Traumschiff (de) entre 1983 et 1999. Il joue aussi dans des téléfilms.
En 1999, à la suite d'un sepsis contracté durant la guerre et qui n'a jamais été complètement soigné, il doit se faire amputer la jambe droite et se déplacer dorénavant en fauteuil roulant. Il se retire près de Munich. En 2003, il publie une biographie.

## Filmographie
| - 1958 : Wenn die Conny mit dem Peter - 1959 : Bataillon 999 - 1959 : Aussi loin que mes pas portent (de) - 1960 : Division Brandenburg - 1960 : Das Große Wunschkonzert - 1961 : L'Archer vert (en) - 1961 : Die Journalisten (TV) - 1961 : Nur der Wind - 1961 : Unter Ausschluß der Öffentlichkeit - 1961 : Auf Wiedersehen - 1963 : Der Belagerungszustand - 1963 : Die Abrechnung - 1963 : Das Unbrauchbare an Anna Winters - 1963 : Sonderurlaub - 1963 : Freundschaftsspiel (TV) - 1963 : La Grande Évasion - 1964 : Die fünfte Kolonne (de) – Treffpunkt Wien (un épisode) - 1964 : Das Kriminalmuseum – Der stumme Kronzeuge (un épisode) - 1964 : Der Mann nebenan (TV) - 1964 : Flug in Gefahr (de) (TV) - 1964 : Bewährungshelfer Berger (série télévisée) - 1964 : Die Truhe (TV) - 1964 : Das Kriminalmuseum – Tödliches Schach (un épisode) - 1965 : Intercontinental-Express (série télévisée) - 1965 : Ein Abschiedsgeschenk (TV) - 1965 : Jerry Cotton G-man agent C.I.A. - 1965 : Fall erledigt – 'End of Conflict' (TV) - 1965 : Mordnacht in Manhattan (de) - 1966 : Razzia au F.B.I. - 1966 : Das Kriminalmuseum – Das Etikett (un épisode) - 1966 : Die Venezianische Tür (TV) - 1966 : Münchhausen (TV) - 1966 : Der Mann, der sich Abel nannte (TV) - 1966 : Un cercueil de diamants - 1966 : Der Fall der Generale (TV) - 1966 : Begründung eines Urteils (TV) - 1967 : Bürgerkrieg in Rußland (TV) - 1967 : Der Mörderclub von Brooklyn (de) - 1968 : Dynamite en soie verte | - 1968 : Claus Graf Stauffenberg (TV) - 1968 : L'Homme à la Jaguar rouge - 1968 : Die fünfte Kolonne – Eine Million auf Nummernkonto (un épisode) - 1968 : Sir Roger Casement (deux épisodes) - 1969 : Marinemeuterei 1917 (TV) - 1969 : Feux croisés sur Broadway - 1970 : Immer bei Vollmond - 1971 : Les Aventures du capitaine Lückner (série télévisée) - 1972 : Jugend einer Studienrätin (TV) - 1973 : Les Aventures extraordinaires du baron von Trenck (série télévisée) - 1974 : Im Vorhof der Wahrheit (de) (TV) - 1974 : Benjowski (de) (série télévisée) - 1975 : Die Brücke von Zupanja - 1975 : Der Tödliche Schlag (TV) - 1975 : Des Christoffel von Grimmelshausen abenteuerlicher Simplizissimus (de) (TV) - 1976 : Der Winter, der ein Sommer war (de) (TV) - 1977 : Tatort – Feuerzauber (TV) - 1978 : Die Kur (TV) - 1978 : Wallenstein (de) (TV) - 1979 : Blauer Himmel, den ich nur ahne (TV) - 1979 : La Confusion des sentiments (TV) - 1979 : Tatort – Zweierlei Knoten (TV) - 1980 : Ritter's Cove (en) (TV) - 1981 : Der Fuchs von Övelgönne (TV) - 1981 : Berlin, Tunnel 21 (TV) - 1982 : Les Quarantièmes rugissants - 1982 : Le Docteur Faustus (de) - 1983 : Le Souffle de la guerre (TV) - 1983 : L'Ange foudroyé - 1983 : Wagner (série télévisée) de Tony Palmer : Royer - 1984 : La Petite Fille au tambour - 1985 : Der Stadtbrand (TV) - 1985 : Christopher Columbus (en) (TV) - 1985 : Le Transfuge - 1986 : Pierre le Grand (TV) - 1988 : War and Remembrance (TV) - 1993 : Cluedo – Das Mörderspiel (série télévisée) - 1994 : Immenhof (de) (série télévisée) - 1998 : Rosamunde Pilcher – Rückkehr ins Paradies (TV) |